# برتقال ساتسوما
برتقال ساتسوما (الاسم العلمي: Citrus unshiu) هو نوع من النباتات يتبع جنس الليمون من الفصيلة السذابية. وهو من الحمضيات شبه الخالية من البذور وسهلة التقشير، ويُعرف أيضًا باسم اليوسفي البارد، وساتسوما الماندرين، ونارتغي، واليوسفي.

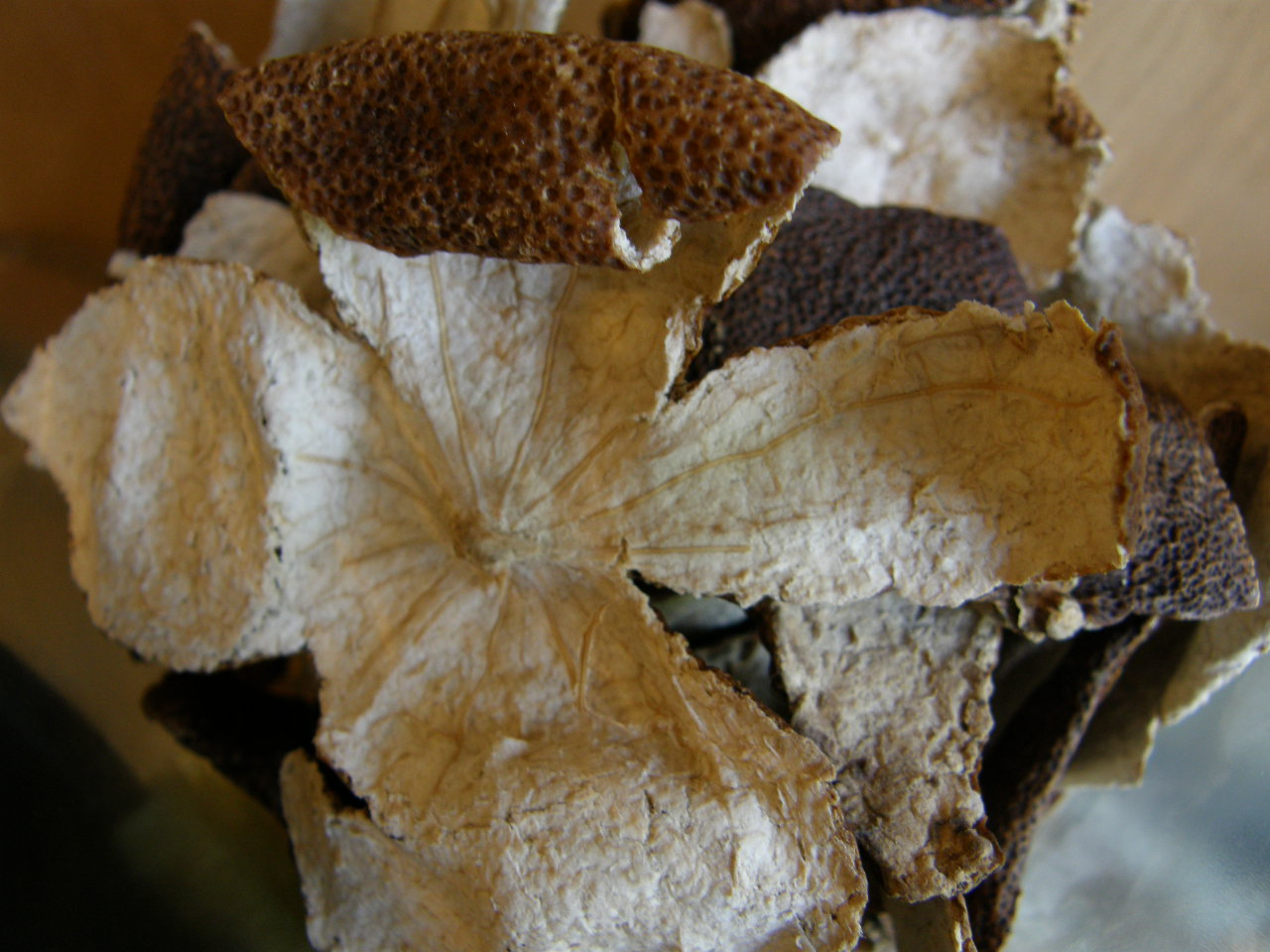
يستخدم القشر المجفف في المطبخ الصيني

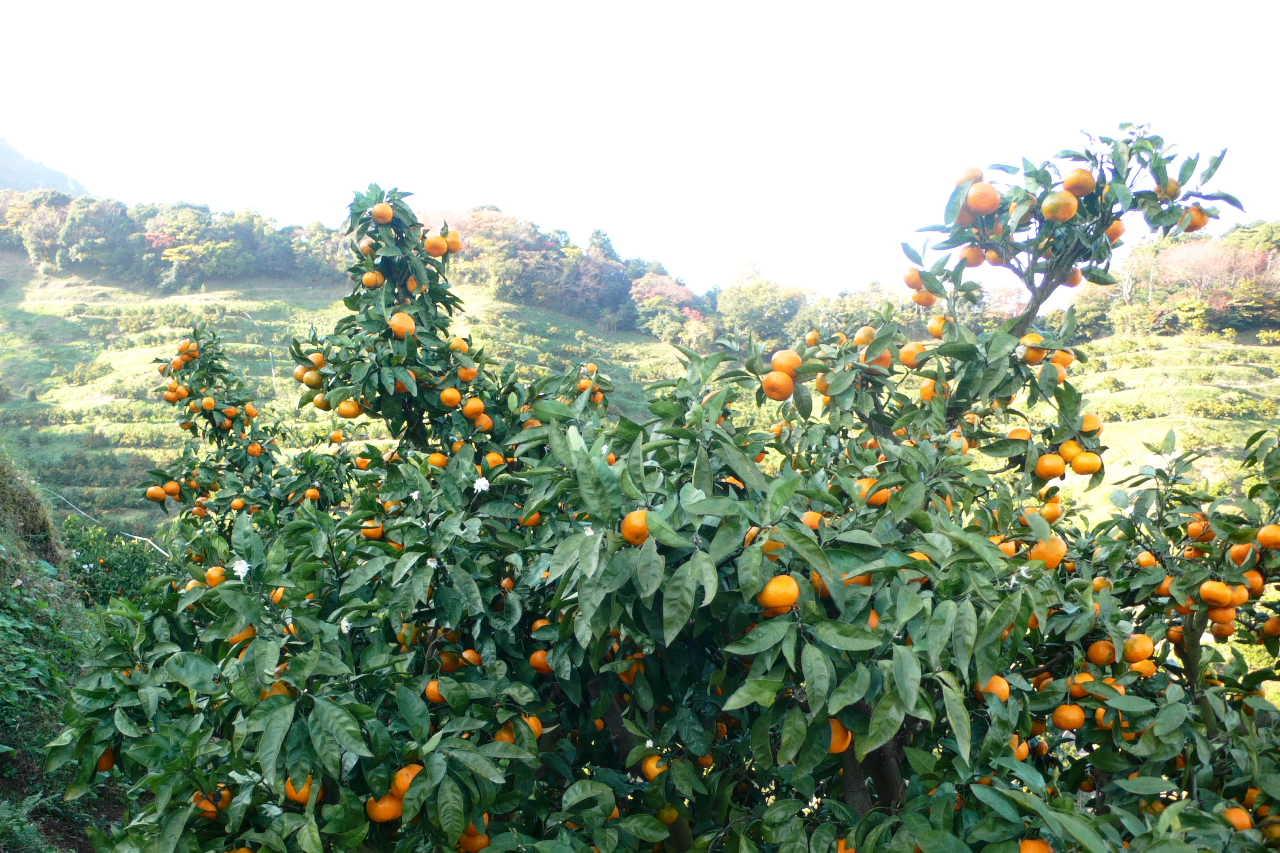
أشجار برتقال ساتسوما في إيزونوكوني، شيزوكا، اليابان

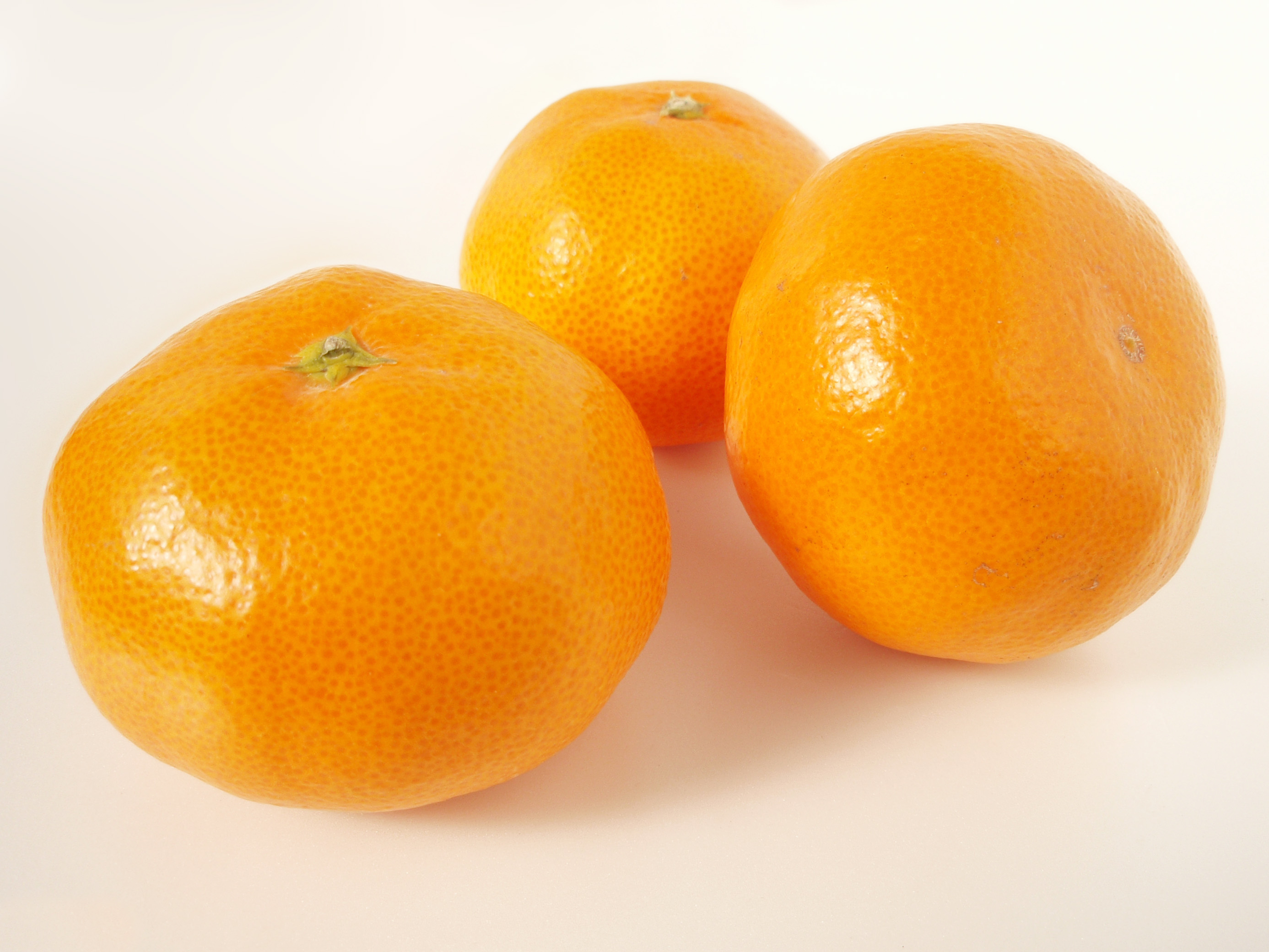
ثمار برتقال ساتسوما